# Martina Cariddi
Martina Basanta Cariddi (Madrid, 30 de mayo de 2001), es una actriz española-italiana de cine y televisión conocida por su papel de Mencía Blanco en la serie de Netflix Élite.

## Biografía
Martina nació el 30 de mayo de 2001 en Chamartín, Madrid, es de padre español y madre italiana.

## Carrera
Comenzó en el mundo de la interpretación en el año 2010, en la Escuela Municipal de Arte Dramático de Madrid, con un curso de teatro. Más adelante, se matriculó en el Centro de Nuevos Creadores de Cristina Rota, donde realizó cursos de interpretación básica y en el Estudio Juan Codina, realizando un curso de arte dramático. En 2017 realizó su primera incursión en el mundo interpretativo, en la película El guardián invisible, dirigida por Fernando González Molina.
En 2018 apareció en un episodio de la temporada 19 de Cuéntame cómo pasó, interpretando a Laura. Un año después, realizó un pequeño papel en el largometraje Mientras dure la guerra de Alejandro Amenábar. En 2021 protagonizó el cortometraje de Luis Grajera Muere padre muere.
En 2020 se anuncia su incorporación a la cuarta temporada de la serie de Netflix Élite, donde interpreta a Mencía Blanco.

## Filmografía

### Cine
| Año  | Título                  | Rol       | Director                 | Notas         |
| ---- | ----------------------- | --------- | ------------------------ | ------------- |
| 2017 | El guardián invisible   | Chica bus | Fernando González Molina | Debut actoral |
| 2019 | Mientras dure la guerra | Concha    | Alejandro Amenábar       |               |
| 2021 | Muere padre muere       | Eva       | Luis Grajera             | Cortometraje  |

### Televisión
| Año       | Título                  | Rol                      | Canal   | Notas                                   |
| --------- | ----------------------- | ------------------------ | ------- | --------------------------------------- |
| 2018      | Cuéntame cómo pasó      | Laura                    | TVE     | 11 episodio                             |
| 2021–2022 | Élite                   | Mencía Blanco Commerford | Netflix | Principal, 24 episodios (temporada 4-6) |
| 2021      | Élite: Historias breves | Mencía Blanco Commerford | Netflix | Principal, 3 episodios (temporada 2)    |

### Programas
| Año  | Título             | Rol          | Canal            | Notas              |
| ---- | ------------------ | ------------ | ---------------- | ------------------ |
| 2021 | El Show de Martina | Presentadora | YouTube, Netflix | Backstage de Élite |

### Videos musicales
| Año  | Canción   | Artista             |
| ---- | --------- | ------------------- |
| 2022 | x ti      | Paula Cendejas      |
| 2023 | Columbia  | Quevedo             |
| 2024 | Que pecao | Manuel Turizo, Kapo |